# デュボア・デプラ
デュボア・デプラ（Dubois et Depraz 、DD）は1901年1月1日に創業者マルセル・デプラ（Marcel Depraz ）によりスイスのル・リュー（Le Lieu ）に設立された「マルセル・デプラ」（Marcel Depraz Société Individuelle ）を前身とする時計メーカーである。
ブライトリング、ケレック（Kelek ）、ミネルバ、ユリスナルダン、ウォルサム等にクロノグラフをはじめとするムーブメントを納入していた。
またブライトリング、ホイヤー・レオニダス（Heuer-Leonidas 、現タグ・ホイヤー）、ハミルトン・ビューレン（Hamilton-Buren 、現ハミルトン）とともに世界初の自動巻腕時計クロノグラフ「キャリバー11」（Caliber 11 ）を開発したことで知られる。
2004年には現会長のジェラルド・デュボアの二男ピエール・デュボアが、同社のムーブメントを用いた時計ブランド「ピエール・ドゥ・ロッシュ（Pierre Deroche）」を設立し、高度な複雑時計を発表している。